# Stortjärnen (Älvdalens socken, Dalarna, 683721-139541)
Stortjärnen är en sjö i Älvdalens kommun i Dalarna och ingår i Dalälvens huvudavrinningsområde. Sjön har en area på 0,154 kvadratkilometer och ligger 768,2 meter över havet.

## Delavrinningsområde
Stortjärnen ingår i det delavrinningsområde (683563-139151) som SMHI kallar för Ovan Lånan. Medelhöjden är 686 meter över havet och ytan är 35,66 kvadratkilometer. Räknas de 7 avrinningsområdena uppströms in blir den ackumulerade arean 121,86 kvadratkilometer. Rotnen som avvattnar avrinningsområdet har biflödesordning 2, vilket innebär att vattnet flödar genom totalt 2 vattendrag innan det når havet efter 409 kilometer. Avrinningsområdet består mestadels av skog (78 procent), sankmarker (10 procent) och kalfjäll (11 procent). Avrinningsområdet har 0,29 kvadratkilometer vattenytor vilket ger det en sjöprocent på 0,8 procent.